# Tringa nebularia

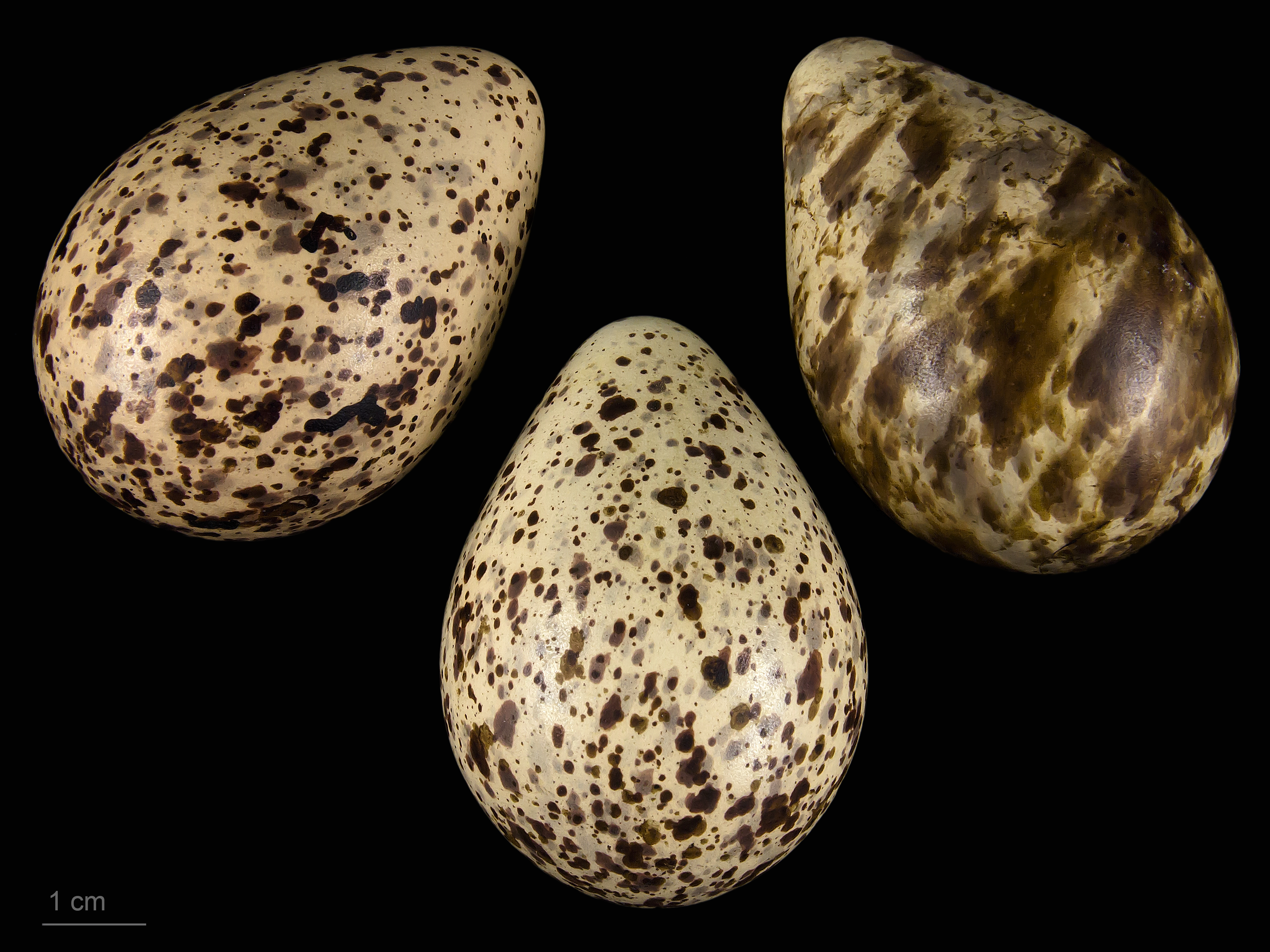
Tringa nebularia

La pantana comune (Tringa nebularia, Gunnerus 1767) è un uccello della famiglia degli Scolopacidae dell'ordine dei Charadriiformes.

## Sistematica
Tringa nebularia ha due sottospecie:
- T. nebularia glottoides
- T. nebularia nebularia

## Distribuzione e habitat
Questo uccello vive in tutta Africa, Asia e Europa, in Australia, Nuova Zelanda e Papua Nuova Guinea, in Alaska, Québec e Terranova. È di passo in Islanda, Micronesia, Nuova Caledonia, Porto Rico, Barbados e Bermuda.